# Frihetens grundvalar
Frihetens grundvalar (originaltitel: The Constitution of Liberty) är en facklitterär bok från 1960 av den nyliberale österrikiske nationalekonomen Friedrich von Hayek. I boken diskuterar författaren vilka institutioner som behövs i ett fritt samhälle. Boken är uppdelad i de tre delarna "Frihetens värden", "Frihet och lag" och "Friheten i välfärdsstaten".